# Wkra Żuromin

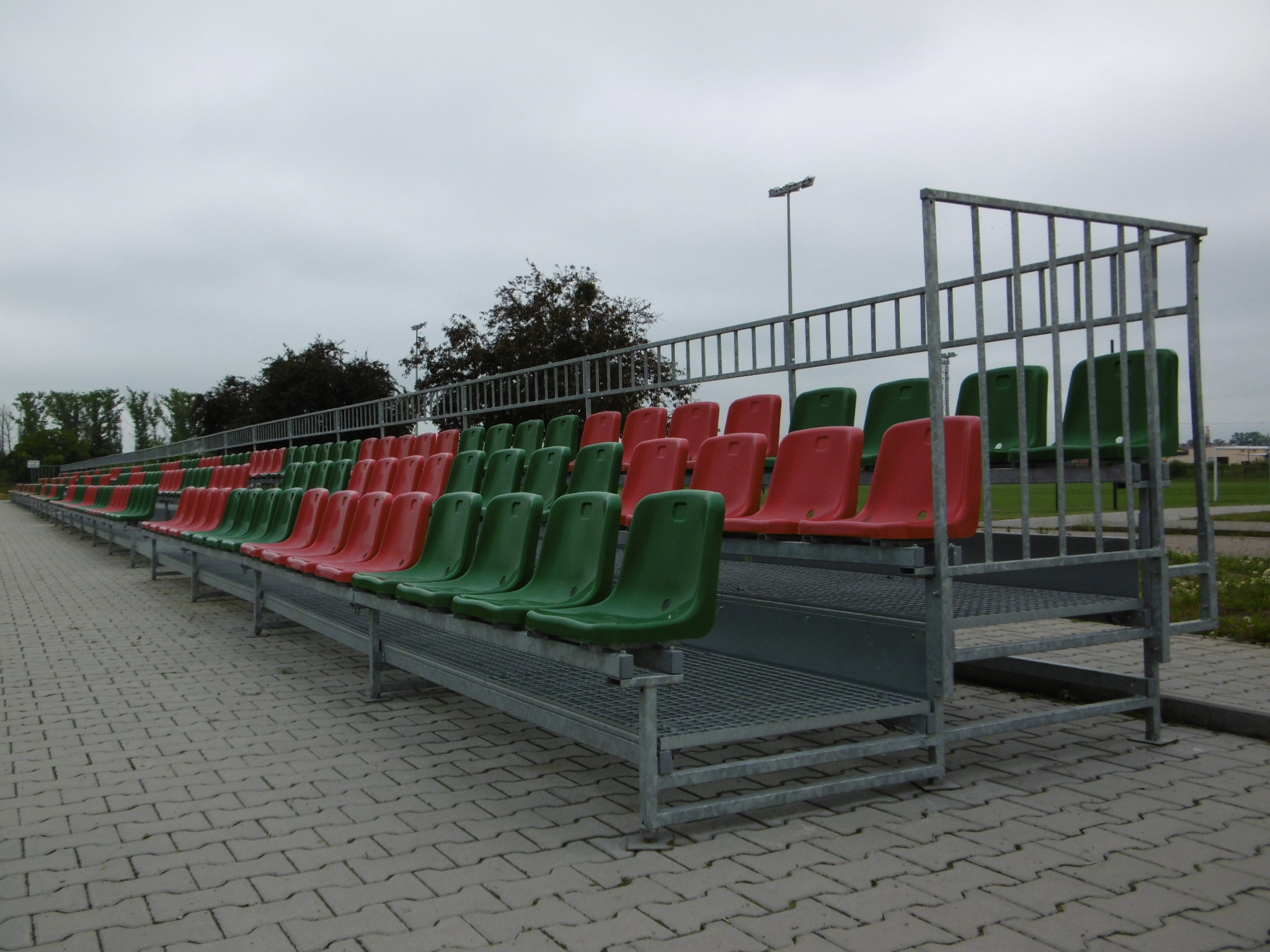
Stalowa trybuna stadionu w Żurominie

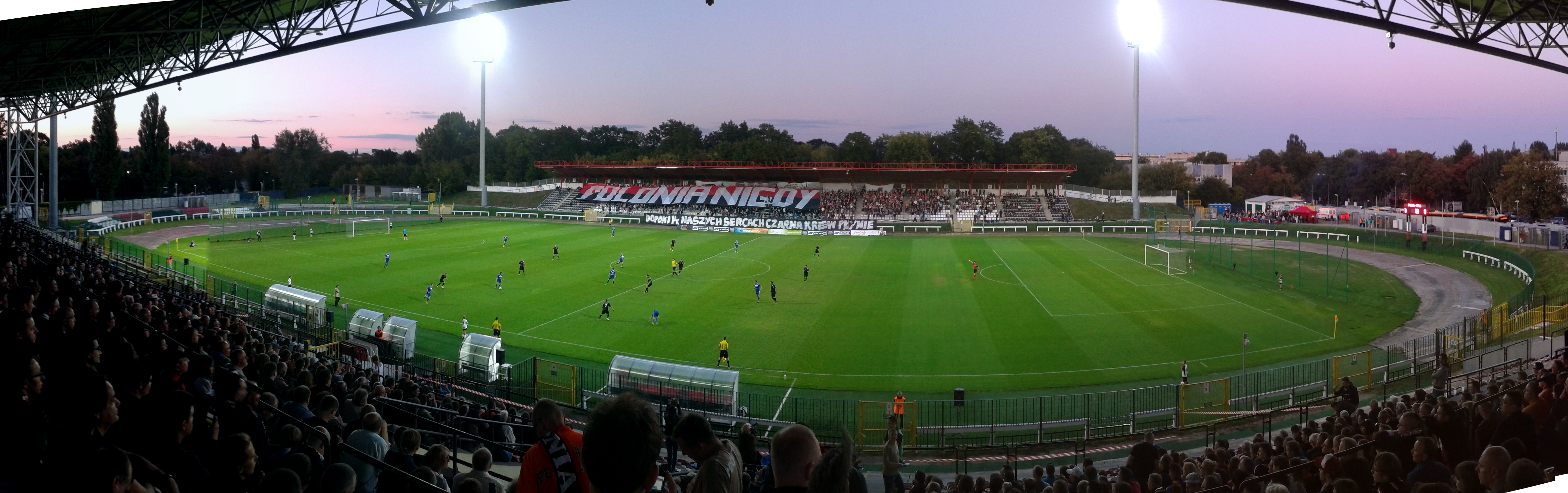
Mecz Polonia Warszawa - Wkra Żuromin (6:0), 25.08.2013 r.

MKS „Wkra” Żuromin – polski klub sportowy z siedzibą w Żurominie. W sezonie 2024/2025 występuje w V lidze, gr. mazowieckiej I. Swoje mecze domowe klub rozgrywa na Stadionie Miejskim w Żurominie.
Klub został założony w 1967 roku jako Wkra Żuromin. W 1991 roku nazwa została zmieniona na KS Wkra Omega Żuromin, gdyż klub przejęła firma fonograficzna Omega Music. Od 2001 roku zespół występuje pod szyldem MKS Wkra Żuromin. W sezonie 1997/98 drużyna występowała III lidze i uzyskała awans do I rundy Pucharu Polski, w której uległa Zatoce Braniewo 1:2.
W składzie zarządu jest pięciu członków. Prezesem Wkry jest Mariusz Kawczyński. Wiceprezesem „zielono-czerwonych” jest Wojciech Błaszkiewicz. Pozostali członkowie to Cezary Sznyter, Wojciech Rochna i Tomasz Siemiątkowski.
Wychowankiem tego klubu jest reprezentant Polski Łukasz Teodorczyk. Piłkarz jest również ambasadorem Wkry.

## Występy w III lidze
| Sezon     | Pozycja | Mecze | Punkty | Bramki |
| --------- | ------- | ----- | ------ | ------ |
| 1997/1998 | 13      | 34    | 37     | 46-63  |

## Kadra
Kadra Wkry Żuromin na sezon 2018/19:
| Bramkarze - Marek Koczot - Michał Michalak Obrońcy - Michał Chojnacki - Michał Gołębiewski - Krzysztof Dąbkowski - Maciej Narewski - Dominik Stopczyński - Bartosz Żelazny - Grzegorz Barski - Jakub Kaźmierski | Pomocnicy - Arkadiusz Narewski - Tomasz Więckiewicz - Szymon Masiak - Tomasz Kamiński - Yurii Hrushytskyi - Bartosz Narewski - Mateusz Stopczyński - Jakub Malinowski - Jakub Karolewski | Napastnicy - Jarosław Sawicki - Artur Budka - Bartłomiej Nowacki |

## Znani wychowankowie
- Łukasz Teodorczyk